# Istituto tecnico industriale statale Benedetto Castelli
L'istituto tecnico industriale statale "Benedetto Castelli" di Brescia, intitolato al monaco Benedetto Castelli, è uno dei più antichi istituti scolastici della provincia bresciana.

## Storia

### Le origini
Le origini del Castelli risalgono al 1839, quando il pittore bresciano Gabriele Rottini, chiese, ed ottenne nel 1841, alla "Real direzione" delle scuole elementari della provincia di Brescia, la possibilità di aprire una scuola di pittura. Nel 1851 l'"Istituto Rottini" diviene "Scuola comunale di pittura, arti e mestieri" che divenne poi scuola pubblica nel 1852.
Il 2 gennaio 1865 diviene "Scuola comunale di disegno applicato alle arti meccaniche e ai mestieri" di preparazione alle scuole superiori di belle arti. Nel 1885 la sede fu presso palazzo Bonoris, grazie a una donazione della Società bacologica bresciana. Il 21 marzo 1887 fu intitolata al Moretto. Nel 1922 fu trasferita presso il monastero di Santa Chiara, dove rimarrà fino al 1961. Solo nel 1939, in pieno periodo fascista, la scuola, che era nel frattempo evoluta in "scuola professionale", e sempre intitolata al Moretto, assunse una forma autonoma classificandosi come "istituto tecnico industriale", grazie alla riforma scolastica Bottai.
Nonostante il cambio di nome, la scuola mantenne la sede didattica di via Santa Chiara, proponendo due tipologie di specializzazione: meccanica ed elettrotecnica.
Dopo la seconda guerra mondiale, si ebbe la necessità di cambiare la sede didattica, data la crescente domanda, per poter assicurare a tutti la possibilità di studio. Venne individuata in un terreno di circa 26.000 mq a nord di Brescia, donato dall'imprenditore Federico Palazzoli; nel 1961 si conclusero i lavori di costruzione dell'istituto intitolato a Benedetto Castelli, mentre nel 1993 furono avviati i corsi del liceo scientifico tecnologico.

## Struttura
L'istituto tecnico industriale Castelli offre ai propri studenti vari indirizzi di studio.
- Istituto tecnico industriale composto da:
  - biennio
  - triennio con specializzazioni in:
    - Chimica, materiali e biotecnologie (ambientali o sanitarie)[2]
    - Elettronica ed elettrotecnica
    - Informatica e telecomunicazioni
    - Meccanica, meccatronica ed energia

Situato in via Cantore, nella Circoscrizione Nord di Brescia, l'Istituto occupa una superficie di circa 11.000 mq (sui 26.000 di terreno disponibili), conta circa novanta aule didattiche dotate di lavagna interattiva multimediale, quarantacinque laboratori divisi per aree scientifiche e sei palestre per l'educazione fisica. L'edificio principale è a forma di ferro di cavallo, al cui centro trova posto un piccolo campo di atletica leggera; la struttura è affiancata, a ovest da un edificio denominato "satellite" (collegato al principale tramite un tunnel), ed a nord da un fabbricato che è sede di vari laboratori specialistici (precedentemente di sola meccanica, venne ristrutturato alla fine degli anni '90 per dare spazio a nuovi laboratori di informatica). La scuola dispone inoltre di una propria biblioteca, e l'aula magna dell'Istituto è stata intitolata ad Alberto Trebeschi, ex docente scomparso nella tragica strage di piazza della Loggia.
Progetti
- Ulisse: imbarcazione[3][4][5][6][7]
- Lazzaro: informatica[8]